# Liede
De Liede is een riviertje dat vroeger het Haarlemmermeer verbond met het Spaarne ten zuiden van Spaarndam.
Na droogmaking van het Haarlemmermeer is de Liede een zijarm geworden van de Ringvaart.

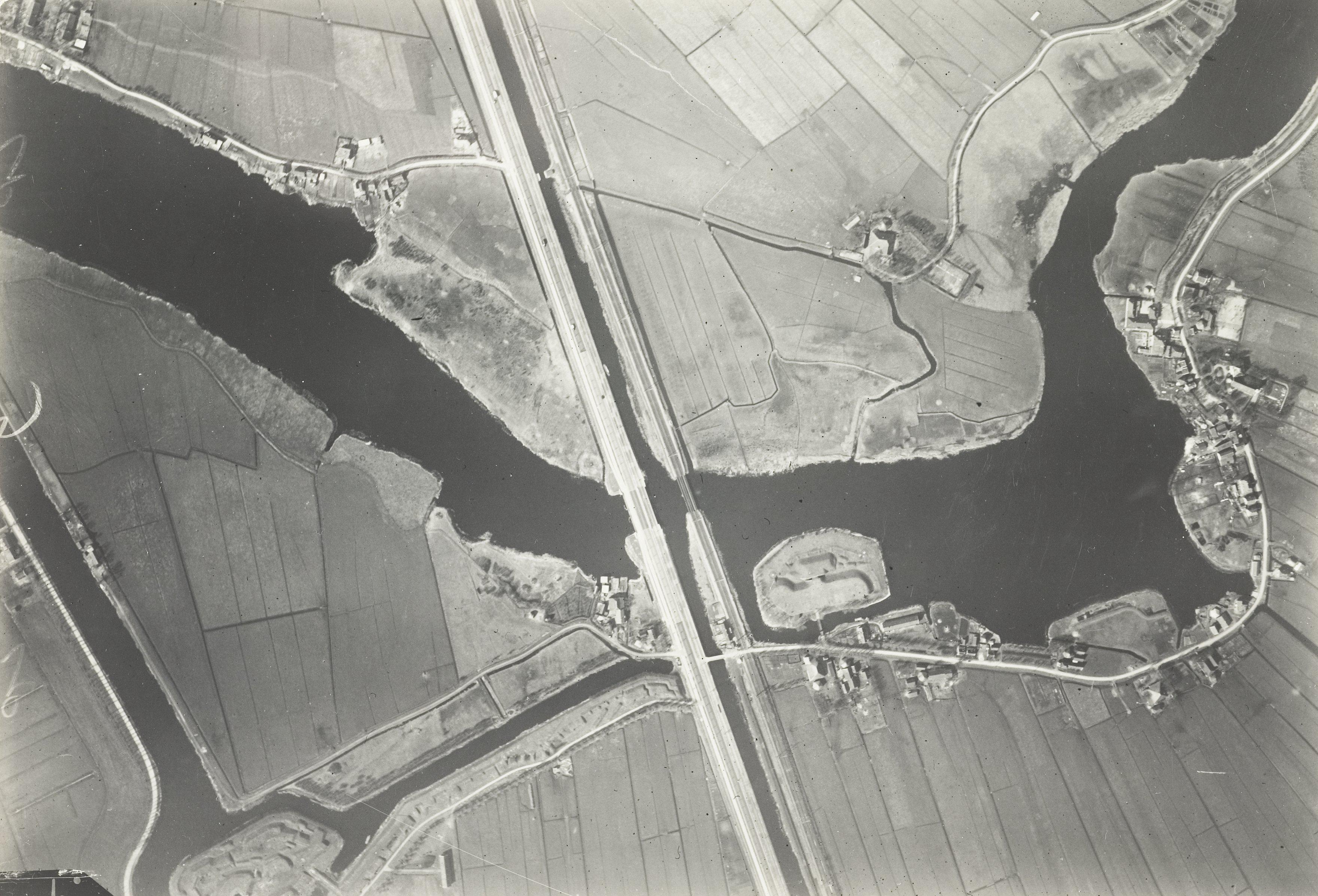
Luchtfoto van de Liede (west is boven) met de bruggen in de Haarlemmerstraatweg en de spoorlijn Amsterdam - Haarlem. Rechts daarvan het Fort bij de Liebrug. Geheel rechts het dorp Haarlemmerliede; circa 1930.

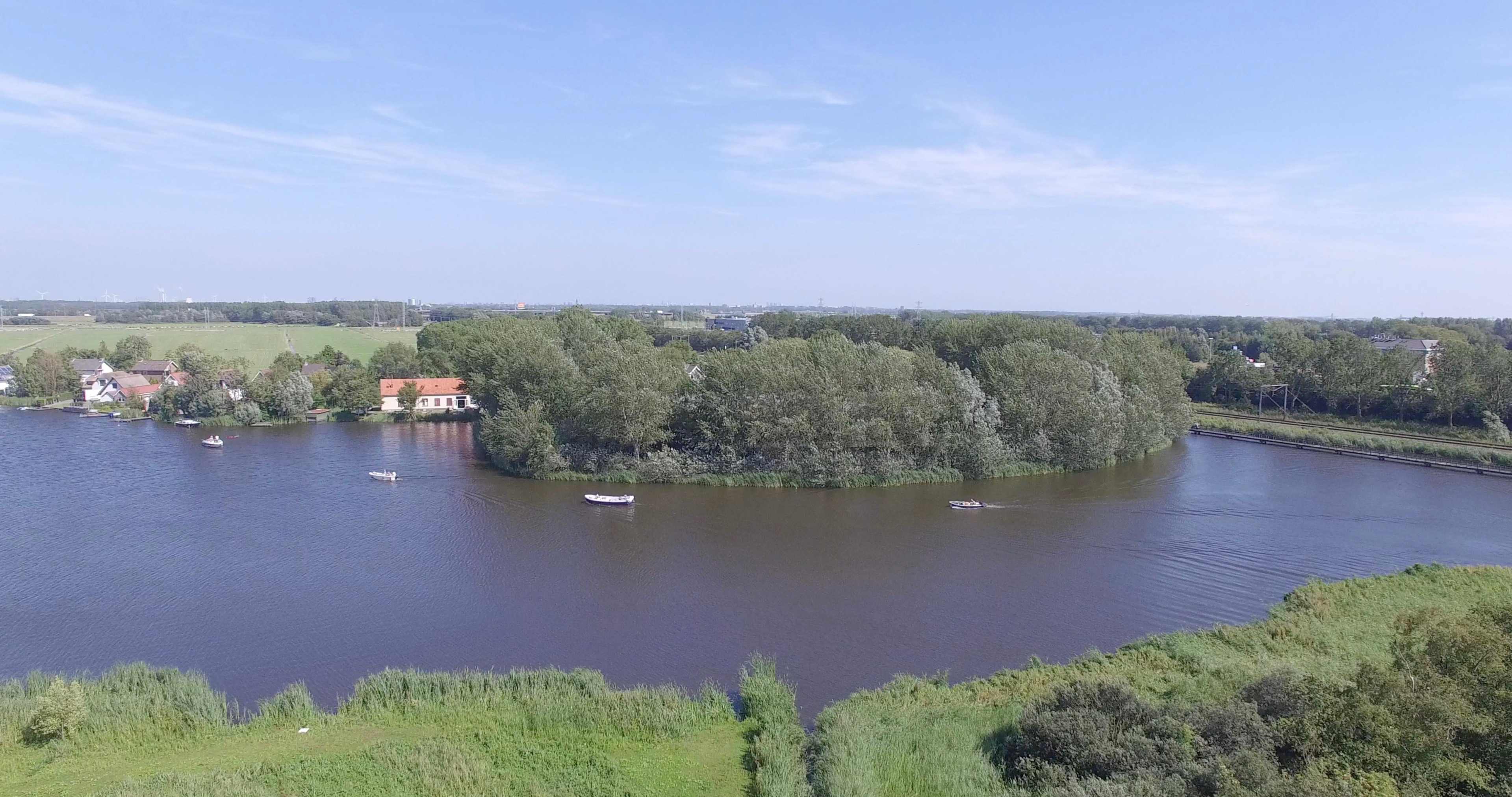
Fort bij de Liebrug.

Het deel van de rivier tussen de Ringvaart en de Haarlemmerstraatweg / Rijksweg A200 / Amsterdamsevaart heet Buiten Liede, het deel ten noorden hiervan heet Binnen Liede.
Bij Spaarndam is de Liede door oeverafslag zo breed geworden dat men kan spreken van een meer en met de naam Mooie Nel (vroeger de "Mooie Hel").
De Liede en Mooie Nel zijn vooral van belang voor de pleziervaart. Bij Penningsveer bevindt zich een jachthaven.
Het lintdorp Haarlemmerliede aan de Binnen Liede is genoemd naar de rivier.
De forten van de Stelling van Amsterdam het Fort bij de Liebrug, het Fort Penningsveer en het Fort aan de Liede bevinden zich langs de Liede.